# Gastronomía del Tíbet

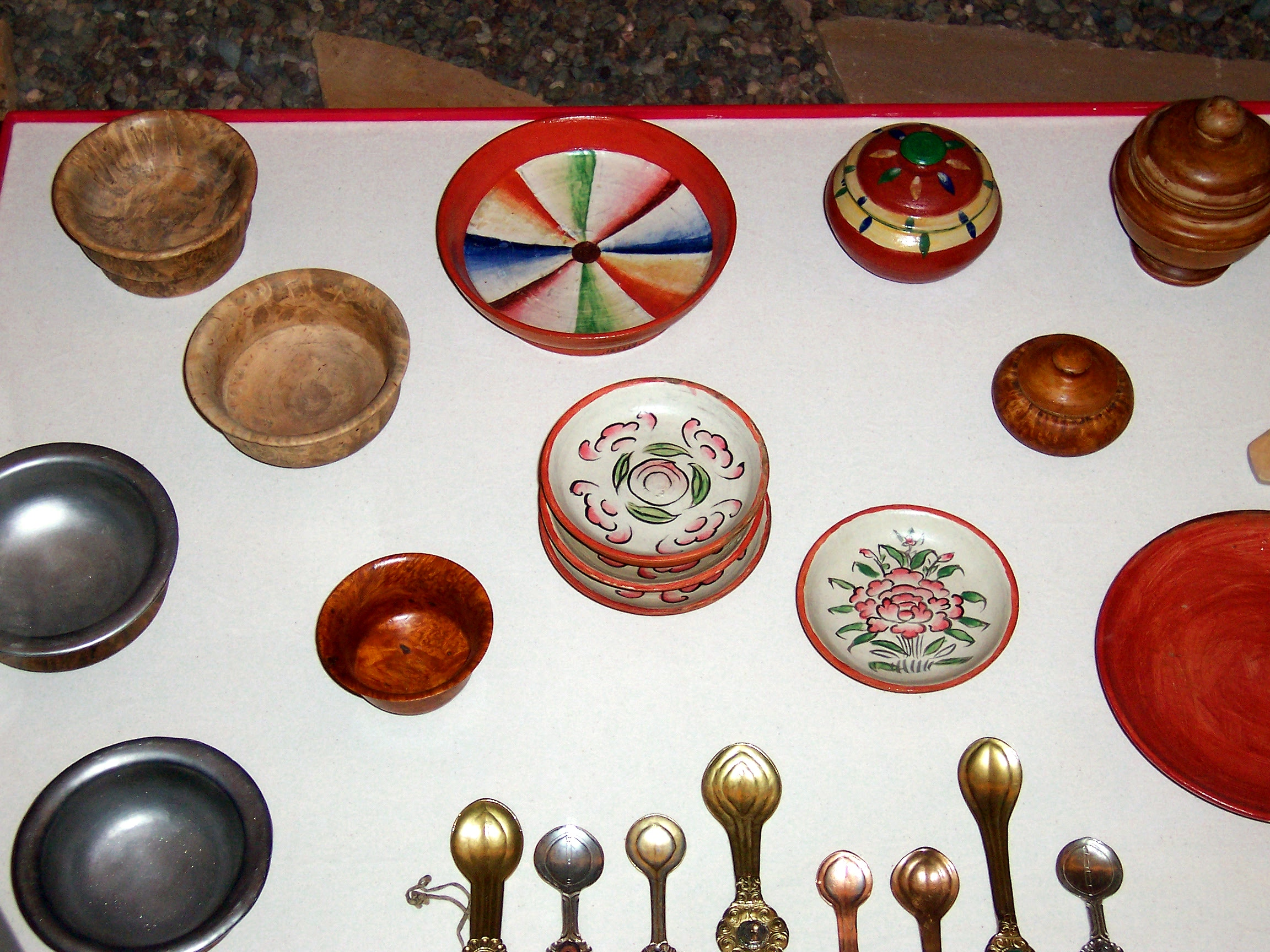
Mesa con cubertería y platos típicos del Tíbet. Es de destacar el colorido.

La gastronomía del Tíbet se caracteriza por las duras condiciones ambientales que marcan las grandes altitudes del Tíbet (a más de 4500 m s. n. m.), lo que hace que los ingredientes de sus platos típicos tengan un alto contenido energético, así como abundante aporte proteínico.[cita requerida]

## Ingredientes

### Cereales
Los ingredientes se adaptan a las condiciones de altura en las que se ubica el territorio del Tíbet. Comen algunos cereales (no se incluye el arroz, ya que no crece a esta altura): casi únicamente cebada. Puede decirse que la alimentación diaria es la típica del pueblo tibetano, que es nómada, y se fundamenta en dos alimentos muy energéticos: la tsampa, que consiste en harina de cebada tostada (enrollada en pasta cocida, llamada momos), y el té tibetano (chas), que es el té con mantequilla elaborado con leche de yak y sal (denominado a veces té salado).

### Carnes
En el terreno cárnico, se alimentan de la carne de yak, de la carne de oveja o de la carne de cabra, a veces secada o en forma de guisos con patatas. También aprovechan la leche para hacer lassi, que es una especie de yogur batido y un poco de miel. Se comen quesos, los cuales son muy apreciados. No existen platos de pescado.

### Especias
Entre las especias más típicas están las semillas de mostaza, que se pueden cultivar a esta altitud.

## Algunos platos

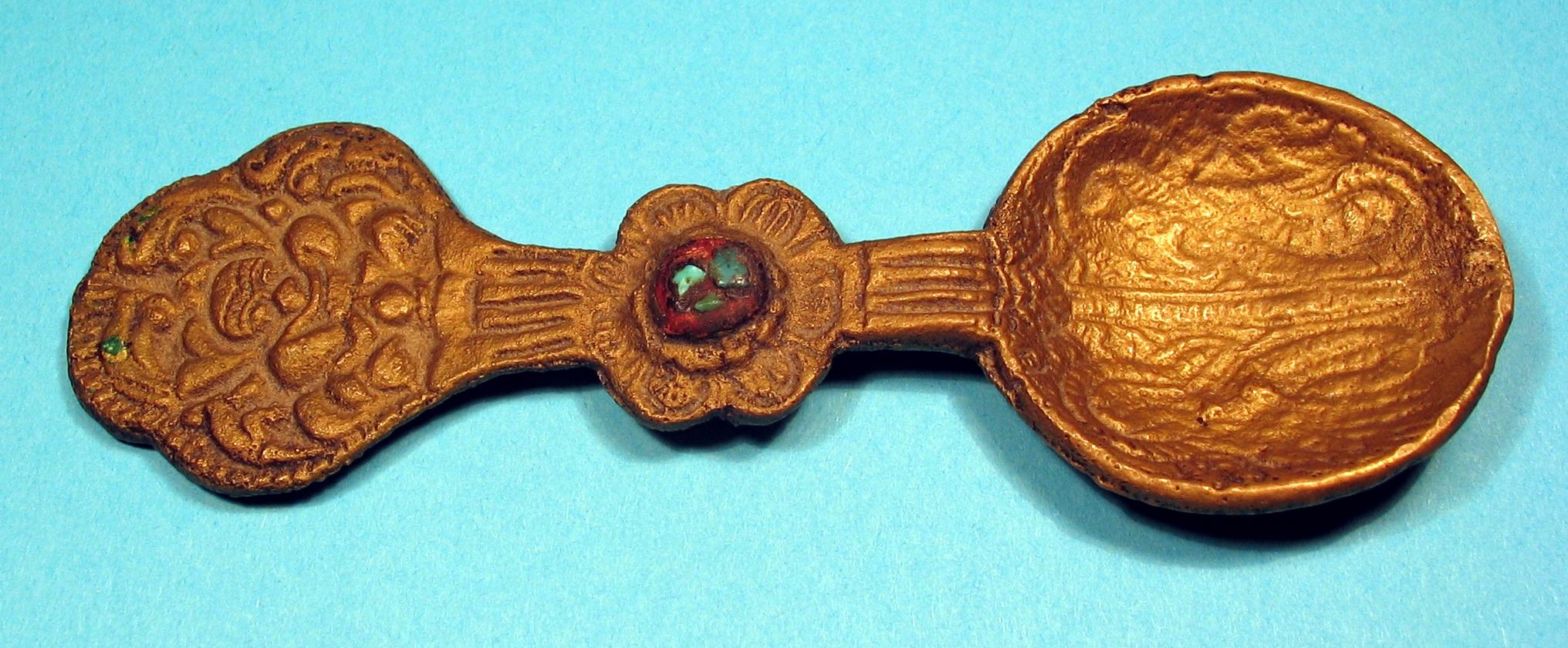
Cuchara tibetana.

### Platos principales
- Balep korkun, un pan aplanado elaborado en una sartén.
- Thenthuk, sopa elaborada con fideos y varios vegetales.
- Thukpa, sopa de verduras, carne y pasta.
- Momos, pasta con forma de ravioli, elaborada al vapor.
- Khabse, galletas.

### Bebidas
Aparte de los tés aromatizados con jazmín y el famoso té de mantequilla de leche de yak, se suelen beber otras bebidas, como: 
- Chang, una cerveza elaborada con cebada.
- Raksi, un vino de arroz.

## Costumbres
En las grandes ciudades tibetanas, los restaurantes suelen servir comida típica al estilo cocina Sichuan. Al oeste del país se puede ver hoy en día una fusión de estilos en los platos, que son muy populares, tales como carne de yak y papas fritas. No obstante, algunos pequeños restaurantes sirven aún comida tradicional tibetana que persiste fuera de las grandes ciudades, así como en el ámbito rural.